# Red Bank 7
Red Bank 7 är ett reservat i Kanada.   Det ligger i provinsen New Brunswick, i den östra delen av landet, 800 km öster om huvudstaden Ottawa.
I omgivningarna runt Red Bank 7 växer i huvudsak blandskog. Runt Red Bank 7 är det mycket glesbefolkat, med 7 invånare per kvadratkilometer.